# Déterminisme nominatif

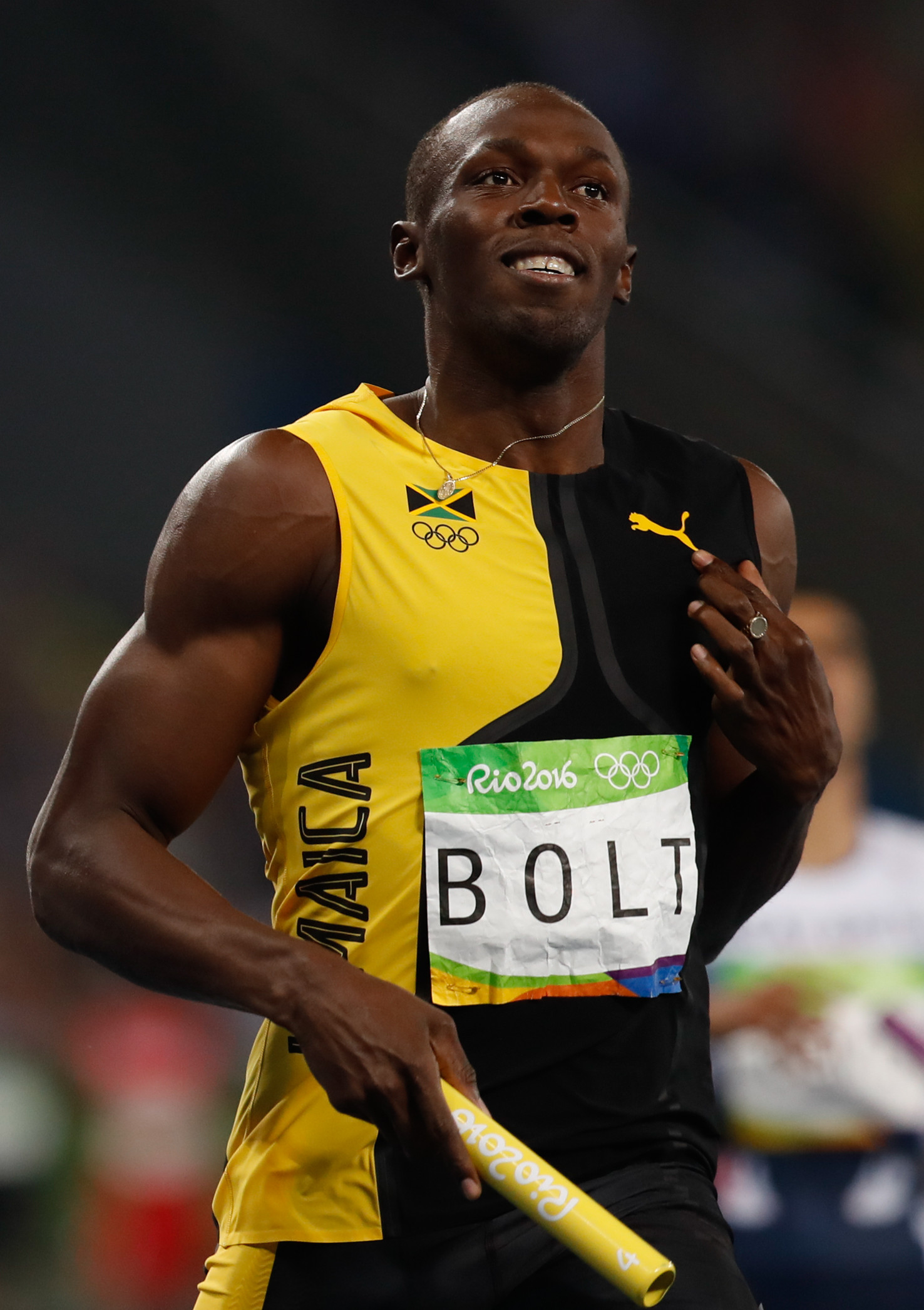
Usain Bolt (si traduit littéralement en français Usain Éclair.), un sprinter jamaïcain.

Le déterminisme nominatif (en anglais : nominative determinism) est l'hypothèse selon laquelle les personnes ont tendance à graviter vers des domaines de travail qui correspondent à leurs prénoms et/ou noms de famille.
Le terme est utilisé pour la première fois dans le magazine New Scientist en 1994, après que la chronique humoristique Feedback du magazine ait noté plusieurs études menées par des chercheurs avec des noms de famille remarquablement appropriés. Ceux-ci comprenaient par exemple un livre sur les explorations polaires de Daniel Snowman (si traduit littéralement en français : « Daniel Bonhomme de neige ».). Ces cas, parmi d'autres, ont conduit à des spéculations selon lesquelles une sorte d'effet psychologique est à l'œuvre.
Depuis l'apparition du terme, le déterminisme nominatif est un sujet récurrent de manière irrégulière dans New Scientist, car les lecteurs continuent de soumettre des exemples. Le déterminisme nominatif diffère du concept connexe d'aptonyme en ce qu'il met l'accent sur la causalité tandis qu'un aptonyme simplement que le nom convient, sans rien dire sur la raison pour laquelle il convient.
L'idée que les gens sont attirés par des professions qui correspondent à leur nom est suggérée par le psychologue Carl Jung, citant comme exemple Sigmund Freud qui a étudié le plaisir et dont le nom de famille signifie « joie ». Quelques études empiriques récentes indiquent que certaines professions sont représentées de manière disproportionnée par des personnes portant des noms de famille (et parfois des prénoms) appropriés, bien que les méthodes de ces études aient été remises en question. Une explication du déterminisme nominatif est l'égoïsme implicite, qui stipule que les humains ont une préférence inconsciente pour les choses qu'ils associent à eux-mêmes.

## Histoire
Historiquement, de nombreuses personnes ont reçu des noms correspondant à leur domaine de travail. La façon dont les gens sont nommés évolue au fil du temps. Jusqu'au Moyen Âge les gens n'étaient connus que par un seul nom dans les sociétés occidentales. Ces noms uniques sont alors choisis pour leur signification ou donnés comme surnoms,. En Angleterre, ce n'est qu'après la conquête normande que les noms de famille semblent avoir été utilisés, les précédents peuples s'appuyant sur un certain nombre d'épithètes qui n'étaient pas héréditaires,, comme Edmund Côte-de-Fer. Les noms de famille ont été créés pour correspondre à la personne, principalement à partir de patronymes (par exemple, John fils de William devient John Williamson), de descriptions professionnelles (par exemple, John Carpenter pour John le charpentier), de caractère ou de traits (par exemple, John Long) ou de lieu (par exemple, John d'Acton est devenu John Acton). Les noms n'étaient initialement pas héréditaires ; ce n'est qu'au milieu du XIVe siècle qu'ils le devinrent progressivement. Les noms de famille relatifs aux métiers ou à l'artisanat ont été les premiers à devenir héréditaires, car l'artisanat a souvent persisté au sein de la famille pendant des générations. La pertinence des noms professionnels diminue au fil du temps, car les commerçants ne suivaient pas toujours les métiers de leurs pères. Un des premiers exemples du XIVe siècle. est « Roger Carpenter, épicier ».
Un autre aspect de la dénomination est l'importance attachée à la signification plus large contenue dans un nom. Dans l'Angleterre du XVIIe siècle, il est pensé que le choix d'un nom pour un enfant devait être fait avec soin car les enfants doivent vivre selon la signification de leurs noms. En 1652, William Jenkyn (en), un ecclésiastique anglais, soutient que les prénoms doivent être « comme un fil noué autour du doigt pour nous rendre conscients de la course que nous sommes venus au monde faire pour notre Maître ». En 1623, à une époque où des noms puritains tels que Faith (Foi), Fortitude (Courage) et Grace (Grâce) apparaissaient pour la première fois, l'historien anglais William Camden écrit que les noms doivent être choisis avec des « significations bonnes et gracieuses »., car ils pourraient inspirer le porteur aux bonnes actions,. Avec la montée de l'Empire britannique, le système de dénomination anglais et les noms de famille anglais se sont répandus dans le reste du monde.
Au début du XXe siècle, Smith et Taylor sont deux des trois noms de famille anglais les plus fréquents ; les deux correspondent à des métiers, bien que peu de forgerons et de tailleurs soient encore en activité alors. Lorsqu'une correspondance entre un nom et une profession se produisait, elle devenait digne de mention. Dans un numéro de 1888 du magazine Kentish Note Book, une liste est apparue avec « plusieurs transporteurs du nom de Carter [Charretier]; un bonnetier nommé Hosegood [BonBas]; un commissaire-priseur nommé Sales [Ventes]; et un drapier nommé Cuff [Manchette] ». Depuis lors, une variété de termes ont été créés pour désigner le concept d'une relation étroite entre le nom et la profession. Le terme « aptronyme » aurait été inventé au début du XXe siècle par le chroniqueur américain Franklin P. Adams. Le linguiste Frank Nuessel a inventé « aptonyme », sans 'r', en 1992. D'autres synonymes incluent 'euonym' ou encore l'acronyme anglais 'Perfect Fit Last Name' (PFLN).
En critique littéraire, un nom qui convient particulièrement à un personnage est appelé un « caractonyme ». Les auteurs notables qui ont fréquemment utilisé les charactonymes comme technique stylistique incluent Charles Dickens (par exemple, M. Gradgrind, le maître d'école tyrannique dans Les Temps difficiles) et William Shakespeare (par exemple, le bébé perdu Perdita dans Le Conte d'hiver). Parfois, cela est fait pour amuser, comme le personnage Major Major Major Major dans Catch-22 de Joseph Heller, qui a été nommé Major Major Major par son père comme une blague, puis a ensuite été promu major par « une machine IBM avec un sens de l'humour presque aussi vif que celui de son père ». À la différence du concept de déterminisme nominatif, les aptonymes et ses synonymes ne disent rien sur la causalité entre le nom et le métier choisi.
En raison de la nature potentiellement humoristique des aptonymes, un certain nombre de journaux les ont collectés. Un chroniqueur du San Francisco Chronicle, Herb Caen, rapporte de manière irrégulière des trouvailles soumises par des lecteurs, notamment le professeur suppléant M. Fillin (Remplisseur), le professeur de piano Patience Scales (Patience Gammes) et le porte-parole du Vatican critiquant le rock 'n' roll, le cardinal Rapsong (Morceau de rap). De même, le journaliste Bob Levey cite à l'occasion des exemples envoyés par les lecteurs de sa chronique dans le journal américain The Washington Post : un consultant en agro-alimentaire du nom de Faith Popcorn (Foi Popcorn), un lieutenant du nom de Sergeant et une comptable fiscale du nom de Shelby Goldgrab (Shelby Preneur-d'argent),. Un journal néerlandais Het Parool avait une rubrique irrégulière appelée Nomen est omen avec des exemples en néerlandais. Des livres d'aptonymes ont aussi été publiés à titre individuel,. R.M. Rennick, spécialiste de l'onomastique, note toutefois que les aptonymes publiés dans les journaux et dans les livres étaient généralement non vérifiés et pouvaient être des inventions. Les listes d'aptonymes en sciences, en médecine et en droit sont selon lui plus fiables car elles ont tendance à être tirées de sources facilement vérifiables,.

## Définition
Le déterminisme nominatif, littéralement « résultat axé sur le nom », est l'hypothèse selon laquelle les gens ont tendance à graviter vers des domaines de travail qui reflètent leurs noms. Le nom convient parce que les gens, peut-être inconsciemment, se sont mis à le faire correspondre à leur activité. Le déterminisme nominatif diffère du concept de simple aptonyme en ce qu'il met l'accent sur la causalité.
Le terme trouve son origine dans la rubrique "Feedback" du magazine New Scientist en 1994. Une série d'événements a éveillé les soupçons de son rédacteur en chef, John Hoyland, qui a écrit dans le numéro du 5 novembre :

« Nous sommes récemment tombés sur un nouveau livre, Pole Positions-The Polar Regions and the Future of the Planet, par Daniel Snowman. Quelques semaines plus tard, nous avons reçu un exemplaire de London Under London-A Subterranean Guide, dont l'un des auteurs est Richard Trench. Il était donc intéressant de voir Jen Hunt de l'Université de Manchester déclarer dans le numéro d'octobre de The Psychologist : "Les auteurs s'orientent vers le domaine de recherche qui correspond à leur nom de famille". L'exemple de Hunt est un article sur l'incontinence dans le British Journal of Urology par A. J. Splatt et D. Weedon.
Nous pensons qu'il est temps de soumettre cette question à un examen rigoureux. Nous vous invitons à nous envoyer des exemples de ce phénomène dans les domaines de la science et de la technologie (avec des références vérifiées, s'il vous plaît) ainsi que toute hypothèse que vous pourriez avoir sur la façon dont il se produit, »

Tel qu'utilisé dans New Scientist, le terme déterminisme nominatif ne s'applique qu'à la profession de la personne,  . Dans des contributions à d'autres journaux, les auteurs du New Scientist se sont tenus à cette définition, à l'exception de l'éditeur Roger Highfield dans une colonne du Evening Standard, dans laquelle il a inclus ce qu'il appelle « les attributs clés de la vie »,,.
Avant 1994, d'autres termes pour l'effet psychologique suspecté sont utilisés sporadiquement. Le « déterminisme onomastique » est utilisé dès 1970 par Roberta Frank. Le psychologue allemand Wilhelm Stekel parle de "Die Verpflichtung des Namens". (L'obligation du nom) en 1911. Le dramaturge Tom Stoppard utilise le « syndrome de cognomen » dans sa pièce de 1972 Jumpers. Dans la Rome antique, le pouvoir prédictif du nom d'une personne est capturé par le proverbe latin "nomen est omen". , signifiant « le nom est un signe ». Ce dicton est encore utilisé aujourd'hui en français, en anglais, en allemand, en italien, en néerlandais ou encore en slovène.
Le New Scientist crée par la suite le terme « contre-déterminisme nominatif » pour les personnes qui s'éloignent de leur nom, créant une contradiction entre le nom et la profession. Les exemples incluent Andrew Waterhouse (Maison d'eau), un œnologue, le futur médecin Thomas Edward Kill (Thomas Edward Tuer), qui a ensuite changé son nom en Jirgensohn, et l'archevêque de Manille, le cardinal Sin (péché en anglais). Le synonyme « inaptonyme » est aussi parfois utilisé.

## Recherche

### Cadre théorique
Les premiers scientifiques à discuter du concept selon lequel les noms avaient un effet déterminant sont des psychologues allemands du début du XXe siècle. Wilhelm Stekel parle de « l'obligation du nom » dans le contexte du comportement compulsif et du choix de son métier. Karl Abraham écrit que le pouvoir déterminant des noms pourrait être partiellement causé par l'héritage d'un trait d'un ancêtre qui a reçu un nom approprié. Il fait la déduction supplémentaire que les familles avec des noms appropriés pourraient alors essayer d'être à la hauteur de leurs noms d'une manière ou d'une autre. En 1952, Carl Jung fait référence aux travaux de Stekel dans sa théorie de la synchronicité (événements sans relation causale qui semblent pourtant être significativement liés) :

« Nous nous trouvons dans l'embarras lorsqu'il s'agit de nous faire une opinion sur le phénomène que Stekel appelle la "contrainte du nom".Ce qu'il entend par là, c'est la coïncidence parfois grossière entre le nom d'un homme et ses particularités ou sa profession. (...) S'agit-il de caprices du hasard, d'effets suggestifs du nom, comme semble le suggérer Stekel, ou de "coïncidences significatives" ? »

Jung énumère des exemples parmi les psychologues, y compris lui-même : « Herr Freud (Joie) défend le principe de plaisir, Herr Adler (Aigle) la volonté de puissance, Herr Jung (Jeune) l'idée de renaissance ....".
En 1975, le psychologue Lawrence Casler appelle à des recherches empiriques sur les fréquences relatives des noms appropriés à la carrière pour établir s'il y a un effet ou s'il s'agit simplement de chance. Il propose trois explications possibles du déterminisme nominatif : l'image de soi et l'attente de soi étant influencées par son nom ; le nom agissant comme un stimulant social, créant des attentes chez les autres qui sont ensuite communiquées à l'individu ; et la génétique - des attributs adaptés à une carrière particulière transmis de génération en génération avec le nom de famille professionnel approprié.
En 2002, les chercheurs Pelham, Mirenberg et Jones explorent la première explication de Casler, affirmant que les gens ont un désir fondamental de se sentir bien dans leur peau et de se comporter selon ce désir. Ces associations positives influenceraient les sentiments à propos de presque tout ce qui est associé au soi. Compte tenu de l'aversion à la dépossession, selon laquelle les gens donnent plus de valeur à un bien lorsque celui-ci est leur propriété, les chercheurs émettent l'hypothèse que les gens développeraient une affection pour les objets et les concepts associés à soi, comme leur nom. Uri Simonsohn suggère que cet "égoïsme implicite" ne s'applique qu'aux cas où les gens sont presque indifférents entre les options, et donc il ne s'appliquerait pas aux décisions importantes telles que les choix de carrière. Les décisions à faible enjeu telles que le choix d'un organisme de bienfaisance seraient toutefois affectées. Raymond Smeets émet l'hypothèse que si l'égoïsme implicite découle d'une évaluation positive de soi, alors les personnes ayant une faible estime de soi ne graviteraient pas vers des choix associés au soi, mais éventuellement loin d'eux. Une expérience en laboratoire l'a ensuite confirmé.

### Preuves empiriques

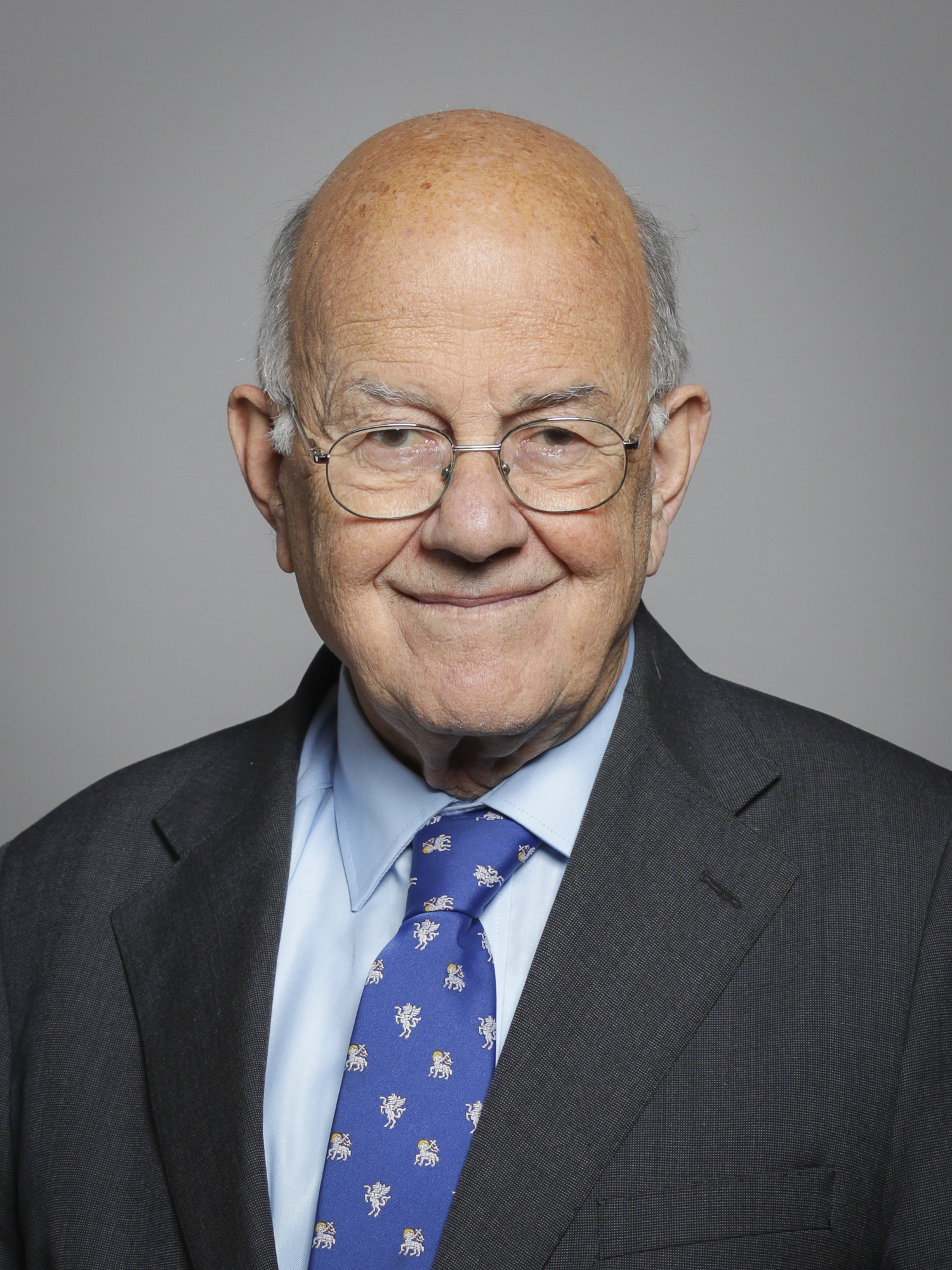
Igor Judge, un ancien juge.

Les personnes possédant des aptonymes donnent des retours différents de l'effet de leur nom sur leurs choix de carrière. Igor Judge, ancien Lord juge en chef d'Angleterre et du Pays de Galles, déclare ne pas se souvenir que quelqu'un ait commenté la profession qui lui était destinée lorsqu'il était enfant, ajoutant "Je suis absolument convaincu que dans mon cas, c'est entièrement une coïncidence et je ne peux pas penser de toute preuve dans ma vie qui suggère le contraire." James Counsell, quant à lui, ayant choisi une carrière en droit tout comme son père, son frère et deux parents éloignés, déclare avoir été incité à rejoindre le barreau dès son plus jeune âge et il ne se souvient pas avoir jamais voulu faire autre chose. Sue Yoo, une avocate américaine, annonce que lorsqu'elle était plus jeune, les gens l'ont incitée à devenir avocate à cause de son nom (Sue signifie porter plainte), ce qui, selon elle, a peut-être aidé sa décision. Le journaliste météorologique Storm Field (Champ de tempête) n'est pas sûr de l'influence de son nom ; son père, le Dr Frank Field, également journaliste météorologique, étant cité comme son inspiration. Le professeur de psychologie Lewis Lipsitt, un collectionneur d'aptonymes de longue date., rappelle une conférence sur le déterminisme nominatif où un étudiant a souligné que Lipsitt lui-même était sujet à l'effet puisqu'il a étudié le comportement de succion des bébés ; Lipsitt répond alors que ça ne lui ait jamais venu à l'esprit. Le vicaire l'Église d'Angleterre, le révérend Michael Vickers, nie toute influence et suggère plutôt un effet inverse où les gens souhaiteraient échapper à leur nom et trouver une profession éloignée.

### Critique de l'existence du phénomène
Si les témoignages de personnes avec un aptonyme sont intéressants, certains scientifiques, dont Michalos et Smeets, ont remis en question leur valeur pour décider si le déterminisme nominatif est un effet réel,. Au lieu de cela, ils arguent du fait que la réclamation qu'un nom affecte des décisions de vie est une affirmation extraordinaire qui exige une preuve extraordinaire. . Sélectionner uniquement les cas qui semblent témoigner du déterminisme nominatif, c'est ignorer ceux qui ne le font pas. L'analyse d'un grand nombre de noms est donc nécessaire. En 2002, Pelham, Mirenberg et Jones ont analysé diverses bases de données contenant des prénoms, des noms de famille, des professions, des villes et des états. Dans une étude, ils ont conclu que les personnes nommées Dennis étaient attirées par la dentisterie. Ils l'ont fait en récupérant le nombre de dentistes appelés Dennis (482) à partir d'une base de données de dentistes américains. Ils ont ensuite utilisé le recensement de 1990 pour savoir quel prénom masculin était le plus populaire après Dennis : Walter. La probabilité qu'un homme américain s'appelle Dennis était de 0,415 % et la probabilité qu'un homme américain s'appelle Walter était de 0,416 %. Les chercheurs ont ensuite récupéré le nombre de dentistes appelés Walter (257). La comparaison des fréquences relatives de Dennis et Walter les a amenés à la conclusion que le nom Dennis est surreprésenté en dentisterie. Cependant, en 2011, Uri Simonsohn a publié un article dans lequel il critiquait Pelham et al. pour ne pas avoir pris en compte les facteurs de confusion et signalé comment la popularité de Dennis et Walter en tant que noms de bébé a varié au fil des décennies. Étant donné que Walter était un nom relativement démodé, il était beaucoup plus probable pour Pelham et al. trouver des personnes nommées Dennis pour avoir n'importe quel emploi, pas seulement celui de dentiste, et des personnes nommées Walter pour être à la retraite. Simonsohn a en effet trouvé un nombre disproportionnellement élevé d'avocats Dennis par rapport aux avocats Walter.